# Tóth László (traktoros)
Tóth László (Temesvár, 1921 –?) sztahanovista traktoros, a hartai gépállomás munkatársa.

## Élete
Részt vett a sztahanovista mozgalomban. Kiemelték, 1948 és 1953 között a Szabad Nép című napilap munkaversennyel kapcsolatos cikkeiben 7 alkalommal szerepelt, 1954-ben propagandafüzettel népszerűsítették. 1953 novemberéig a Munka Érdemrenddel, a Munka Vörös Zászló Érdemrendjével, a Magyar Népköztársaság Érdemrendjével és a Szocialista Munka Hőse címmel díjazták.